# Engelier

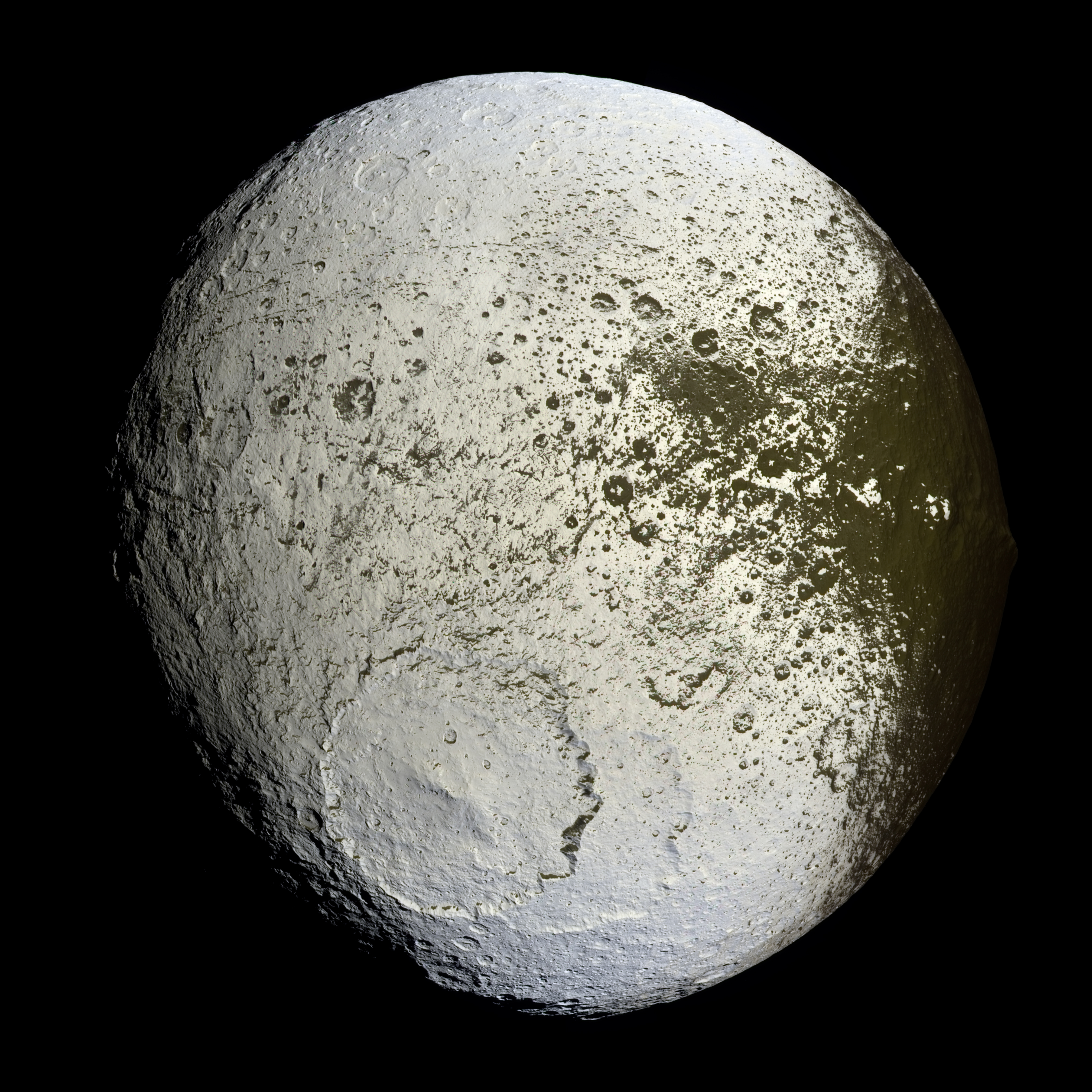
Engelier este situat în stânga jos pe această imagine.

Engelier este un crater mare de 500 de kilometri pe satelitul lui Saturn Iapetus din Saragossa Terra.   Acesta ascunde parțial craterul Gerin, ceva mai mic.